# Black Angels Pérouse Volley
Pour les articles homonymes, voir Pérouse (homonymie) et Perugia.
Maillots
Le Black Angels Pérouse Volley (en italien : Black Angels Perugia Volley) est un club italien de volley-ball féminin basé à Pérouse en région Ombrie. Fondé en 2005, il évolue dans le Championnat professionnel de Serie A1 depuis la saison 2024-2025.

## Noms précédents
En raison de contrats de sponsoring, le club a concouru sous les noms suivants :
- Gecom Security Corciano (2009–2012)
- Gecom Security Perugia (2012–2015)
- TUUM Perugia Volley (2015–2017)
- Bartoccini Gioiellerie Perugia (2017–2019)
- Bartoccini Fortinfissi Perugia (2019–2024)
- Bartoccini-MC Restauri Perugia (2024–)

## Histoire

Logo 2005-2023.

Le club naît en janvier 2005 au sein du gymnase de la ville de Pérouse appelé la Corpus. A l'issue de la saison 2009-2010, il est relégué en Serie C (5e division nationale) mais dispute néanmoins l'exercice 2010-2011 en Serie B1 (3e niveau national) grâce à un repêchage. 
Lors de la saison 2013-2014, à la fin de la saison régulière, le club dispute pour la première fois les play-offs d'accession pour la Serie A2 au bénéfice de sa 3e place de groupe avant de voir son parcours s'arrêter en demi-finale face au club de VolAlto Caserta (it). L'équipe atteint une nouvelle fois ce niveau de compétition la saison suivante et est éliminée cette fois-ci au stade des quarts de finale par Golem Volley (it).
Lors de la saison 2016-2017, le club ombrien est sortie en demi-finale des barrages d'accession par Garavini Ravenne. Il évolue néanmoins en Serie A2 l'année suivante à la faveur d'un repêchage. Après deux saisons d'adaptation à cette division, l'équipe obtient sa montée en Serie A1 pour l'exercice 2019-2020 après avoir terminé en tête de la saison régulière et première des plays-off d'accession.
Lors de la saison 2020-2021, l'équipe fait ses débuts en Supercoupe nationale où elle est éliminée au stade des huitièmes de finale par l'Igor Gorgonzola Novare. En fin de saison, elle est sortie par cette même équipe en quart de finale du championnat.
Le club termine à la 13e place (sur 14 équipes) à l'issue de la saison régulière du championnat 2022-2023, et est par conséquent rétrogradé en Serie A2, division qu'il retrouve quatre ans après l'avoir quitté.
Lors de l'exercice 2023-2024, Pérouse remporte le premier titre de son histoire : la Coupe d'Italie A2, en disposant en finale du Futura Giovani (it) (Busto Arsizio). A l'issue de la saison, le club retrouve l'élite du volley-ball italien après avoir terminé à la première place de la phase régulière puis de la poule de promotion. 
Le 24 juin 2024, le club change sa dénomination historique et se renomme Black Angels Pérouse Volley.

## Palmarès
- Coupe d'Italie A2 (1) :
  - Vainqueur en 2024.

## Personnalités historiques du club

### Présidents
- Antonio Bartoccini (–)

### Entraîneurs successifs
- Fabio Bovari (2017–28 octobre 2020)
- Davide Mazzanti (29 octobre 2020–2021)
- Luca Cristofani (2021–2022)
- Matteo Bertini (2022–2023)
- Andrea Giovi (2023–)